# هيلسفيل (فيرجينيا)
هيلسفيل (بالإنجليزية: Hillsville, Virginia)‏ هي بلدة أمريكية تقع في الولايات المتحدة في مقاطعة كارول (فيرجينيا). يقدر عدد سكانها بـ 2,681 نسمة ومساحتها 14.8 كم2 و وترتفع عن سطح البحر 767 متر.

## التركيبة السكانية
حدّد مكتب تعداد الولايات المتحدة بيانات التركيبة السكانية لهيلسفيل في تعداد الولايات المتحدة. في ما يلي، التركيبة السكانية حسب تعدادي 2000 و2010.

### تعداد عام 2000
بلغ عدد سكان هيلسفيل 2,607 نسمة بحسب تعداد عام 2000، وبلغ عدد الأسر 1,207 أسرة وعدد العائلات 732 عائلة مقيمة في البلدة. في حين سجلت الكثافة السكانية 103.2 نسمة لكل كيلومتر مربع (267.3/ميل2). وبلغ عدد الوحدات السكنية 1,352 وحدة بمتوسط كثافة قدره 53.5 لكل كيلومتر مربع (138.6/ميل2).
وتوزع التركيب العرقي للبلدة بنسبة 96.39% من البيض و0.19% من الأمريكيين الأفارقة و0.15% من الأمريكيين الأصليين و0.42% من الأمريكيين ذوي الأصول الآسيوية و1.76% من الأعراق الأخرى و1.07% من عرقين مختلطين أو أكثر و3.34% من الهسبانيون أو اللاتينيون من أي عرق.
بلغ عدد الأسر 1,207 أسرة كانت نسبة 25.3% منها لديها أطفال تحت سن الثامنة عشر تعيش معهم، وبلغت نسبة الأزواج القاطنين مع بعضهم البعض 44.3% من أصل المجموع الكلي للأسر، ونسبة 13.5% من الأسر كان لديها معيلات من الإناث دون وجود شريك،  بينما كانت نسبة 2.8% من الأسر لديها معيلون من الذكور دون وجود شريكة وكانت نسبة 39.4% من غير العائلات. تألفت نسبة 35.5% من أصل جميع الأسر من عدة أفراد يعيشون في نفس المنزل ونسبة 18.2% كانت تتألف من شخص يعيش بمفرده يبلغ من العمر 65 عاماً أو أكثر. وبلغ متوسط حجم الأسرة المعيشية 2.11، أما متوسط حجم العائلات فبلغ 2.71.
بلغ العمر الوسطي للسكان 43.3 عاماً. وكانت نسبة 18.8% من القاطنين تحت سن الثامنة عشر، وكانت نسبة 9.7% بين الثامنة عشر والرابعة والعشرين عاماً، ونسبة 23.8% كانت واقعةً في الفئة العمرية ما بين الخامسة والعشرين والرابعة والأربعين عاماً، ونسبة 24.4% كانت ما بين الخامسة والأربعين والرابعة والستين، ونسبة 21.2% كانت ضمن فئة الخامسة والستين عاماً فما فوق. يوجد لكل 100 أنثى 85.9 ذكر، ويوجد لكل 100 أنثى في الثامنة عشر من عمرها فما فوق 80.5 ذكر.
بلغ متوسط دخل الأسرة في البلدة 27,148 دولارًا، أما متوسط دخل العائلة فبلغ 36,117 دولارًا. وكان متوسط دخل الذكور 26,625 دولارًا مقابل 18,194 دولارًا للإناث. وسجل دخل الفرد الخاص بالبلدة 16,633 دولارًا. وكانت نسبة 12.9% من العائلات ونسبة 16.4% من السكان تحت خط الفقر، وكان من هؤلاء نسبة 28% تحت سن الثامنة عشر ونسبة 11.4% في الخامسة والستين من العمر وما فوق.

### تعداد عام 2010
بلغ عدد سكان هيلسفيل 2,681 نسمة بحسب تعداد عام 2010، وبلغ عدد الأسر 1,246 أسرة وعدد العائلات 728 عائلة مقيمة في البلدة. في حين سجلت الكثافة السكانية 106.2 نسمة لكل كيلومتر مربع (275.1/ميل2). وبلغ عدد الوحدات السكنية 1,474 وحدة بمتوسط كثافة قدره 58.4 لكل كيلومتر مربع (151.3/ميل2).
وتوزع التركيب العرقي للبلدة بنسبة 97.35% من البيض و0.60% من الأمريكيين الأفارقة و0.19% من الأمريكيين الأصليين و0.71% من الأمريكيين ذوي الأصول الآسيوية و0.15% من سكان جزر المحيط الهادئ و0.30% من الأعراق الأخرى و0.71% من عرقين مختلطين أو أكثر و2.31% من الهسبانيون أو اللاتينيون من أي عرق.
بلغ عدد الأسر 1,246 أسرة كانت نسبة 25.4% منها لديها أطفال تحت سن الثامنة عشر تعيش معهم، وبلغت نسبة الأزواج القاطنين مع بعضهم البعض 40.3% من أصل المجموع الكلي للأسر، ونسبة 13.1% من الأسر كان لديها معيلات من الإناث دون وجود شريك،  بينما كانت نسبة 5.1% من الأسر لديها معيلون من الذكور دون وجود شريكة وكانت نسبة 41.6% من غير العائلات. تألفت نسبة 38.4% من أصل جميع الأسر من عدة أفراد يعيشون في نفس المنزل ونسبة 20.4% كانت تتألف من شخص يعيش بمفرده يبلغ من العمر 65 عاماً أو أكثر. وبلغ متوسط حجم الأسرة المعيشية 2.11، أما متوسط حجم العائلات فبلغ 2.74.
بلغ العمر الوسطي للسكان 46.6 عاماً. وكانت نسبة 20.3% من القاطنين تحت سن الثامنة عشر، وكانت نسبة 7.3% بين الثامنة عشر والرابعة والعشرين عاماً، ونسبة 20.4% كانت واقعةً في الفئة العمرية ما بين الخامسة والعشرين والرابعة والأربعين عاماً، ونسبة 27.3% كانت ما بين الخامسة والأربعين والرابعة والستين، ونسبة 24.7% كانت ضمن فئة الخامسة والستين عاماً فما فوق. وتوزع التركيب الجنسي للسكان بنسبة 45.9% ذكور و54.1% إناث.